# Lacropte
Pour l’article ayant un titre homophone, voir La Cropte.
Lacropte est une commune française située dans le département de la Dordogne, en région Nouvelle-Aquitaine.

## Géographie

### Généralités
La commune de Lacropte se situe dans la partie sud du Périgord central.
Le petit bourg de Lacropte est traversé par la route départementale (RD) 2, juste au nord de son intersection avec la RD 45. Il se situe, en distances orthodromiques, neuf kilomètres à l'est de Vergt et dix-neuf kilomètres au sud-est de Périgueux.
Le territoire communal est également desservi par les routes départementales (RD) 2, 45 et 45E, et brièvement à l'est par la route départementale 710.

### Communes limitrophes
Lacropte est limitrophe de six autres communes, dont Boulazac Isle Manoire au nord, par un quadripoint.
| Sanilhac | Boulazac Isle Manoire    |                                     |
| Salon    | Lacropte                 | La Douze                            |
|          | Val de Louyre et Caudeau | Saint-Félix-de-Reillac-et-Mortemart |

### Géologie et relief

#### Géologie
Situé sur la plaque nord du Bassin aquitain et bordé à son extrémité nord-est par une frange du Massif central, le département de la Dordogne présente une grande diversité géologique. Les terrains sont disposés en profondeur en strates régulières, témoins d'une sédimentation sur cette ancienne plate-forme marine. Le département peut ainsi être découpé sur le plan géologique en quatre gradins différenciés selon leur âge géologique. Lacropte est située dans le troisième gradin à partir du nord-est, un plateau formé de calcaires hétérogènes du Crétacé.
Les couches affleurantes sur le territoire communal sont constituées de formations superficielles du Quaternaire et de roches sédimentaires datant pour certaines du Cénozoïque, et pour d'autres du Mésozoïque. La formation la plus ancienne, notée c4b-c, date du Santonien moyen à supérieur, composée de calcaire crayo-glauconieux avec niveaux à huîtres (P. vesicularis), devenant au sommet plus grossier à silex et rudistes (formation de Saint-Félix-de-Reillac), faciès pouvant évoluer vers des sables fins et grès carbonatés à rudistes. La formation la plus récente, notée CFvs, fait partie des formations superficielles de type colluvions carbonatées de vallons secs : sable limoneux à débris calcaires et argile sableuse à débris. Le descriptif de ces couches est détaillé dans  la feuille « no 783 - Thenon » de la carte géologique au 1/50 000 de la France métropolitaine, et sa notice associée.

Carte géologique de Lacropte.

#### Relief et paysages
Le département de la Dordogne se présente comme un vaste plateau incliné du nord-est (491 m, à la forêt de Vieillecour dans le Nontronnais, à Saint-Pierre-de-Frugie) au sud-ouest (2 m à Lamothe-Montravel). L'altitude du territoire communal varie quant à elle entre 168 m au sud-ouest, près du lieu-dit les Puissants, au niveau de la RD 45, en limite des communes de Cendrieux et de Salon, et 266 m au nord-est, au sud de la RD 45E, près de la commune de La Douze.
Dans le cadre de la Convention européenne du paysage entrée en vigueur en France le 1er juillet 2006, renforcée par la loi du 8 août 2016 pour la reconquête de la biodiversité, de la nature et des paysages, un atlas des paysages de la Dordogne a été élaboré sous maîtrise d’ouvrage de l’État et publié en octobre 2020. Les paysages du département s'organisent en huit unités paysagères et 14 sous-unités. La commune fait partie du Périgord central, un paysage vallonné, aux horizons limités par de nombreux bois, plus ou moins denses, parsemés de prairies et de petits champs.
La superficie cadastrale de la commune publiée par l'Insee, qui sert de référence dans toutes les statistiques, est de 26,23 km2,,. La superficie géographique, issue de la BD Topo, composante du Référentiel à grande échelle produit par l'IGN, est quant à elle de 27,02 km2.

### Hydrographie

#### Réseau hydrographique

Réseaux hydrographique et routier de Lacropte.

La commune est située dans le bassin de la Dordogne au sein du Bassin Adour-Garonne. Elle est drainée par des petits cours d'eau, qui constituent un réseau hydrographique de 1,5 km de longueur totale,.

#### Gestion et qualité des eaux
Le territoire communal est couvert par le schéma d'aménagement et de gestion des eaux (SAGE) « Isle - Dronne ». Ce document de planification, dont le territoire regroupe les bassins versants de l'Isle et de la Dronne, d'une superficie de 7 500 km2, a été approuvé le 2 août 2021. La structure porteuse de l'élaboration et de la mise en œuvre est l'établissement public territorial de bassin de la Dordogne (EPIDOR). Il définit sur son territoire les objectifs généraux d’utilisation, de mise en valeur et de protection quantitative et qualitative des ressources en eau superficielle et souterraine, en respect des objectifs de qualité définis dans le troisième SDAGE  du Bassin Adour-Garonne qui couvre la période 2022-2027, approuvé le 10 mars 2022.
La qualité des eaux de baignade et des cours d’eau peut être consultée sur un site dédié géré par les agences de l’eau et l’Agence française pour la biodiversité.

### Climat
Pour des articles plus généraux, voir Climat de la Nouvelle-Aquitaine et Climat de la Dordogne.
En 2010, le climat de la commune est de type climat océanique altéré, selon une étude s'appuyant sur une série de données couvrant la période 1971-2000. En 2020, Météo-France publie une typologie des climats de la France métropolitaine dans laquelle la commune est toujours exposée à un climat océanique altéré et est dans la région climatique  Aquitaine, Gascogne, caractérisée par une pluviométrie abondante au printemps, modérée en automne, un faible ensoleillement au printemps, un été chaud (19,5 °C), des vents faibles, des brouillards fréquents en automne et en hiver et des orages fréquents en été (15 à 20 jours).
Pour la période 1971-2000, la température annuelle moyenne est de 12,1 °C, avec  une amplitude thermique annuelle de 15 °C. Le cumul annuel moyen de précipitations est de 949 mm, avec 12,2 jours de précipitations en janvier et 7 jours en juillet. Pour la période 1991-2020, la température moyenne annuelle observée sur la station météorologique la plus proche, située sur la commune de Bassillac et Auberoche à 14 km à vol d'oiseau, est de 13,1 °C et le cumul annuel moyen de précipitations est de 480,0 mm. Pour l'avenir, les paramètres climatiques de la commune estimés pour 2050 selon différents scénarios d’émission de gaz à effet de serre sont consultables sur un site dédié publié par Météo-France en novembre 2022.

## Urbanisme

### Typologie
Au 1er janvier 2024, Lacropte est catégorisée commune rurale à habitat très dispersé, selon la nouvelle grille communale de densité à 7 niveaux définie par l'Insee en 2022.
Elle est située hors unité urbaine. Par ailleurs la commune fait partie de l'aire d'attraction de Périgueux, dont elle est une commune de la couronne,. Cette aire, qui regroupe 49 communes, est catégorisée dans les aires de 50 000 à moins de 200 000 habitants,.

### Occupation des sols
L'occupation des sols de la commune, telle qu'elle ressort de la base de données européenne d’occupation biophysique des sols Corine Land Cover (CLC), est marquée par l'importance des territoires agricoles (51,3 % en 2018), une proportion sensiblement équivalente à celle de 1990 (51,9 %). La répartition détaillée en 2018 est la suivante : 
forêts (48,7 %), zones agricoles hétérogènes (36,8 %), terres arables (7,1 %), prairies (6,2 %), cultures permanentes (1,1 %). L'évolution de l’occupation des sols de la commune et de ses infrastructures peut être observée sur les différentes représentations cartographiques du territoire : la carte de Cassini (XVIIIe siècle), la carte d'état-major (1820-1866) et les cartes ou photos aériennes de l'IGN pour la période actuelle (1950 à aujourd'hui).

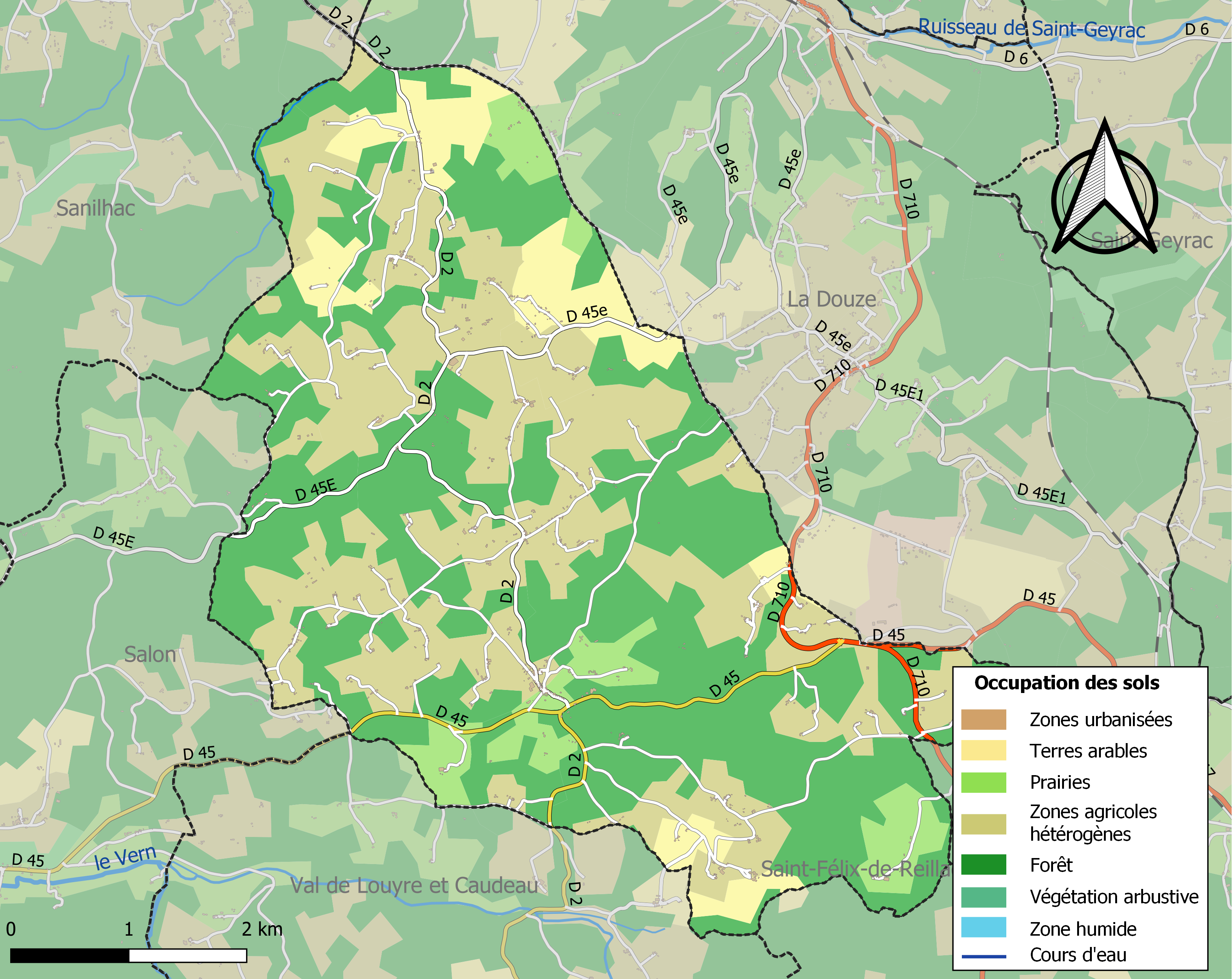
Carte des infrastructures et de l'occupation des sols de la commune en 2018 (CLC).

### Villages, hameaux et lieux-dits
Outre le bourg de Lacropte proprement dit, le territoire se compose d'autres villages ou hameaux, ainsi que de lieux-dits :
- l'Abyme
- le Balan
- les Baleytoux
- la Belletie
- les Bessades
- Bontemps
- la Boussonnie
- les Bouyges
- les Bouyges[Note 4]
- les Brugeauds
- les Bruges
- la Chapelle
- le Château
- Chatoubrier
- la Claretie
- le Claud
- le Clos du Tord
- le Colombier
- Combe Nègre
- le Communal
- Coutaudie
- Crebet
- le Départ
- la Durantie
- Faurecuiller
- Faux
- les Fenêtres
- Fontroubade
- les Forêts
- la Gerbaudie
- la Germanie
- les Granges
- la Grave
- les Jauberties
- les Jouits
- le Lac Fonzac
- le Lac des Joncs
- le Lac Large
- Langellerie
- Latel
- le Laurançou
- la Luronnerie
- Maison Neuve
- Chez Maumon
- la Maurétie
- le Meynissou
- la Mouthe
- le Petit Claud
- le Petit Paradis
- le Pey
- Potofayol
- le Poumarey
- les Puissants
- le Puy
- la Reille
- les Rodes
- le Ronlet
- la Saute Basse
- la Saute Haute
- la Sigonie
- le Tallet
- le Terme
- Terre de Vilotte
- le Triaudet
- le Tronc
- Vaury.

### Prévention des risques
Le territoire de la commune de Lacropte est vulnérable à différents aléas naturels : météorologiques (tempête, orage, neige, grand froid, canicule ou sécheresse), feux de forêts, mouvements de terrains et séisme (sismicité très faible). Un site publié par le BRGM permet d'évaluer simplement et rapidement les risques d'un bien localisé soit par son adresse soit par le numéro de sa parcelle.
Lacropte est exposée au risque de feu de forêt. L’arrêté préfectoral du 14 mars 2013 fixe les conditions de pratique des incinérations et de brûlage dans un objectif de réduire le risque de départs d’incendie. À ce titre, des périodes sont déterminées : interdiction totale du 15 février au 15 mai et du 15 juin au 15 octobre, utilisation réglementée du 16 mai au 14 juin et du 16 octobre au 14 février. En septembre 2020, un plan inter-départemental de protection des forêts contre les incendies (PidPFCI) a été adopté pour la période 2019-2029,.

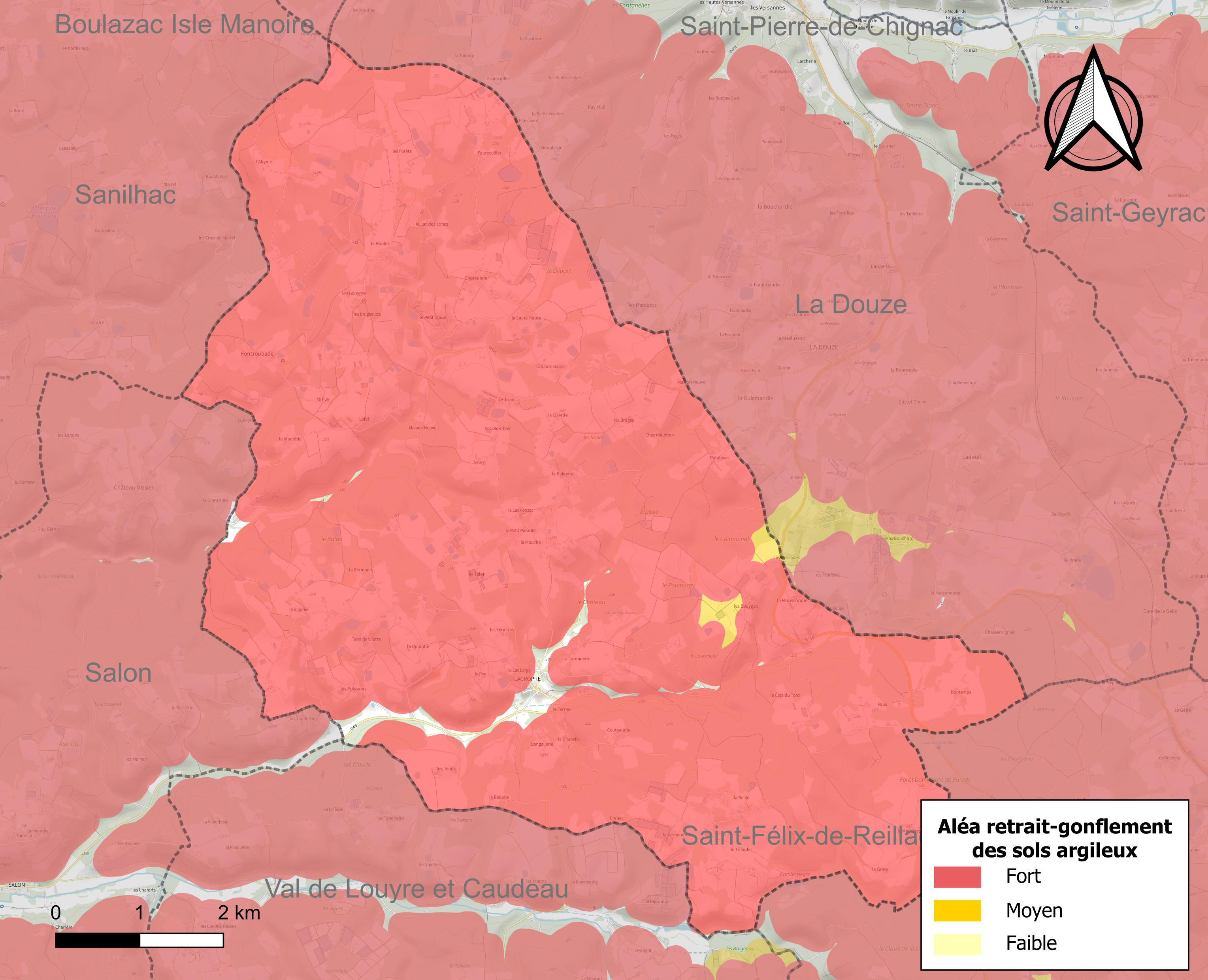
Carte des zones d'aléa retrait-gonflement des sols argileux de Lacropte.

Les mouvements de terrains susceptibles de se produire sur la commune sont des tassements différentiels. Le retrait-gonflement des sols argileux est susceptible d'engendrer des dommages importants aux bâtiments en cas d’alternance de périodes de sécheresse et de pluie. 98,4 % de la superficie communale est en aléa moyen ou fort (58,6 % au niveau départemental et 48,5 % au niveau national métropolitain). Depuis le 1er octobre 2020, en application de la loi ÉLAN, différentes contraintes s'imposent aux vendeurs, maîtres d'ouvrages ou constructeurs de biens situés dans une zone classée en aléa moyen ou fort,.
La commune a été reconnue en état de catastrophe naturelle au titre des dommages causés par les inondations et coulées de boue survenues en 1982, 1983 et 1999, par la sécheresse en 1989, 1992, 2005 et 2011 et par des mouvements de terrain en 1999.

## Toponymie
Le nom du village est issu de l'occitan cròta signifiant « caverne », dérivé du latin crypta emprunté au grec.
En occitan, la commune porte le nom de La Cròpta.

## Histoire
La première mention connue du village provient d'un pouillé du XIIIe siècle sous la forme « La Cropta ».
Sur la carte de Cassini représentant la France entre 1756 et 1789, le village est identifié sous le nom de « la Cropte ».

## Politique et administration

### Intercommunalité
Fin 2001, Lacropte intègre dès sa création la communauté de communes du Pays vernois. Celle-ci est dissoute le 31 décembre 2013 et remplacée au 1er janvier 2014 par la communauté de communes du Pays vernois et du terroir de la truffe. Elle est elle-même dissoute le 31 décembre 2016 et ses communes sont intégrées à la communauté d'agglomération Le Grand Périgueux le 1er janvier 2017.

### Administration municipale
La population de la commune étant comprise entre 500 et 1 499 habitants au recensement de 2017, quinze conseillers municipaux ont été élus en 2020,.

### Liste des maires

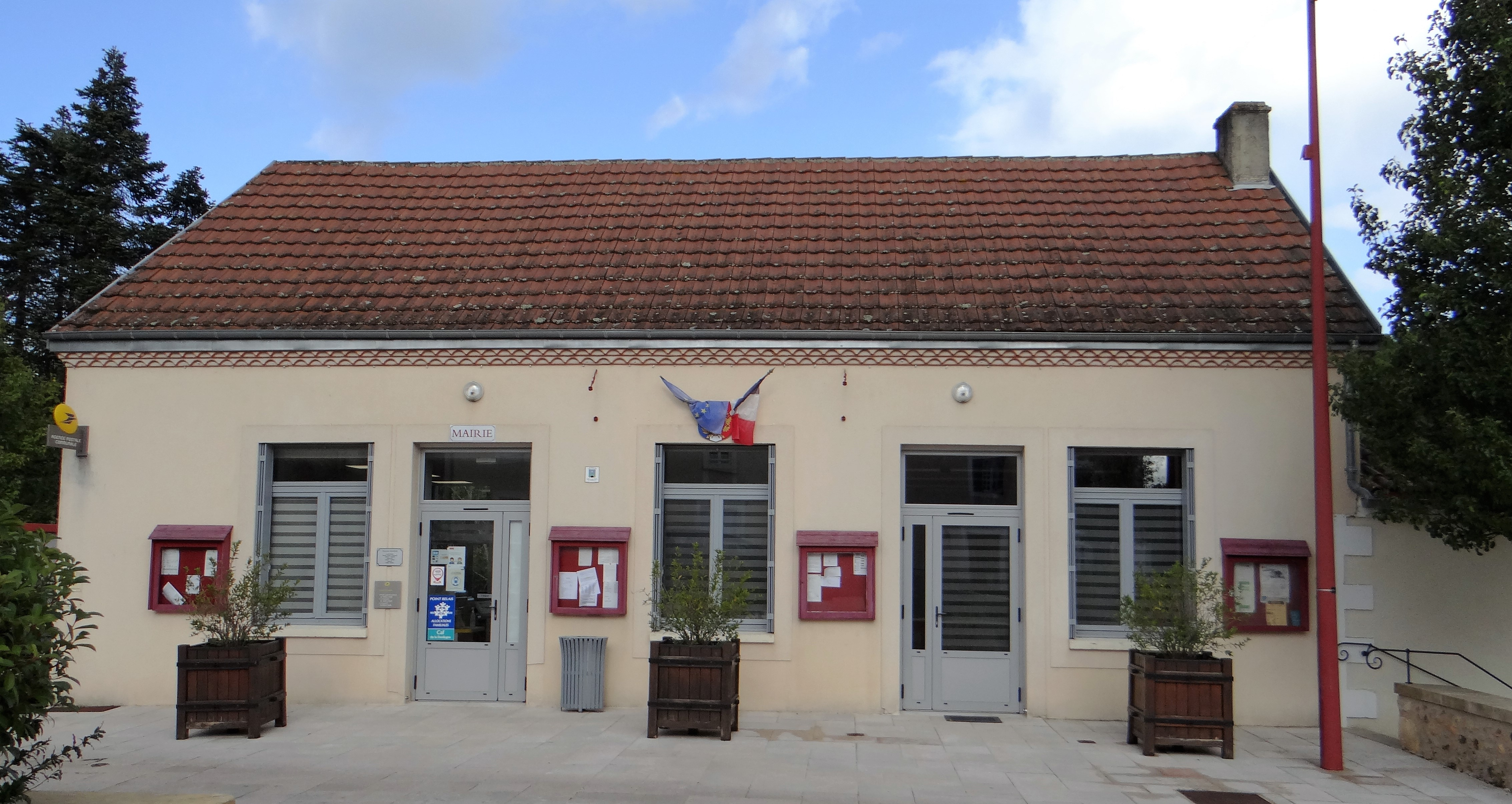
La mairie.

| Période                                  | Période   | Identité                | Étiquette | Qualité |
| ---------------------------------------- | --------- | ----------------------- | --------- | --- |
| Les données manquantes sont à compléter. |           |                         |           | |
|                                          |           |                         |           | |
| 1945                                     | mars 1989 | René Lavergne           | PS        | Conseiller général du canton de Vergt (1949-1985) |
| 1989                                     | mars 2014 | Jean-Pierre Saint-Amand | PS        | Ingénieur de l'agriculture et de l'environnement Conseiller général du canton de Vergt (1992-2015) Président de la CC du Pays vernois (2001-2013) Président de la CC du Pays vernois et du terroir de la truffe (2014) |
| mars 2014 (réélue en mai 2020)           | En cours  | Claudine Faure          | SE        | Fraisicultrice, conseillère départementale depuis 2021 |

### Jumelages
- La Cropte (Mayenne) (France)

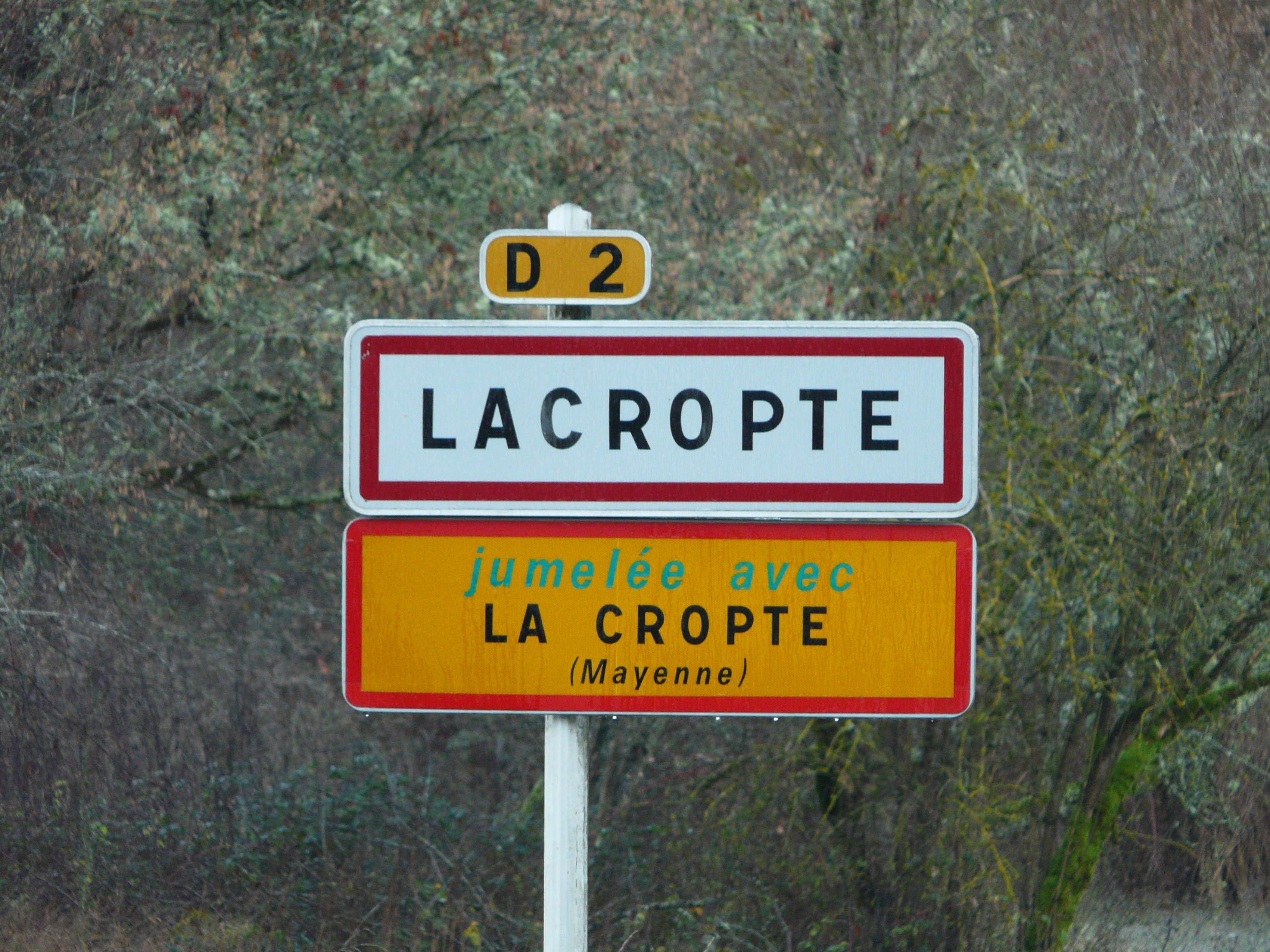
Panneau de jumelage de Lacropte.

Les communes du Pays vernois sont jumelées avec la ville canadienne de Saint-Jacques de Montcalm depuis 1996.

## Équipements et services publics

### Justice
Dans le domaine judiciaire, Lacropte relève : 
- du tribunal judiciaire, du tribunal pour enfants, du conseil de prud'hommes et du tribunal de commerce de Périgueux ;
- du pôle Nationalité du tribunal judiciaire de Périgueux (compétent uniquement dans le domaine de la nationalité) ;
- de la cour d'appel, du tribunal administratif et de la  cour administrative d'appel de Bordeaux.

## Population et société

### Démographie
L'évolution du nombre d'habitants est connue à travers les recensements de la population effectués dans la commune depuis 1793. Pour les communes de moins de 10 000 habitants, une enquête de recensement portant sur toute la population est réalisée tous les cinq ans, les populations de référence des années intermédiaires étant quant à elles estimées par interpolation ou extrapolation. Pour la commune, le premier recensement exhaustif entrant dans le cadre du nouveau dispositif a été réalisé en 2005.

En 2022, la commune comptait 691 habitants, en évolution de +5,18 % par rapport à 2016 (Dordogne : +0,37 %, France hors Mayotte : +2,11 %).
| 1793  | 1800 | 1806 | 1821 | 1831  | 1836  | 1841  | 1846  | 1851  |
| ----- | ---- | ---- | ---- | ----- | ----- | ----- | ----- | ----- |
| 1 142 | 938  | 968  | 967  | 1 051 | 1 131 | 1 168 | 1 131 | 1 200 |

| 1856  | 1861  | 1866  | 1872  | 1876  | 1881  | 1886  | 1891 | 1896 |
| ----- | ----- | ----- | ----- | ----- | ----- | ----- | ---- | ---- |
| 1 146 | 1 090 | 1 051 | 1 046 | 1 023 | 1 047 | 1 037 | 986  | 998  |

| 1901 | 1906 | 1911 | 1921 | 1926 | 1931 | 1936 | 1946 | 1954 |
| ---- | ---- | ---- | ---- | ---- | ---- | ---- | ---- | ---- |
| 935  | 945  | 950  | 865  | 844  | 787  | 733  | 667  | 588  |

| 1962 | 1968 | 1975 | 1982 | 1990 | 1999 | 2005 | 2006 | 2010 |
| ---- | ---- | ---- | ---- | ---- | ---- | ---- | ---- | ---- |
| 621  | 596  | 549  | 569  | 562  | 609  | 616  | 606  | 639  |

| 2015 | 2020 | 2022 | - | - | - | - | - | - |
| ---- | ---- | ---- | - | - | - | - | - | - |
| 660  | 686  | 691  | - | - | - | - | - | - |

## Économie

### Emploi
En 2015, parmi la population communale comprise entre 15 et 64 ans, les actifs représentent 306 personnes, soit 46,4 % de la population municipale. Le nombre de chômeurs (cinquante-sept) a augmenté par rapport à 2010 (quarante-neuf) et le taux de chômage de cette population active s'établit à 18,6 %.

### Établissements
Au 31 décembre 2015, la commune compte 72 établissements, dont trente-deux dans l'agriculture, la sylviculture ou la pêche, vingt-sept au niveau des commerces, transports ou services, six dans la construction, quatre dans l'industrie, et trois relatifs au secteur administratif, à l'enseignement, à la santé ou à l'action sociale.

### Sylviculture
La forêt domaniale Barade est en partie située sur le territoire de la commune de Lacropte.

## Culture locale et patrimoine

### Lieux et monuments

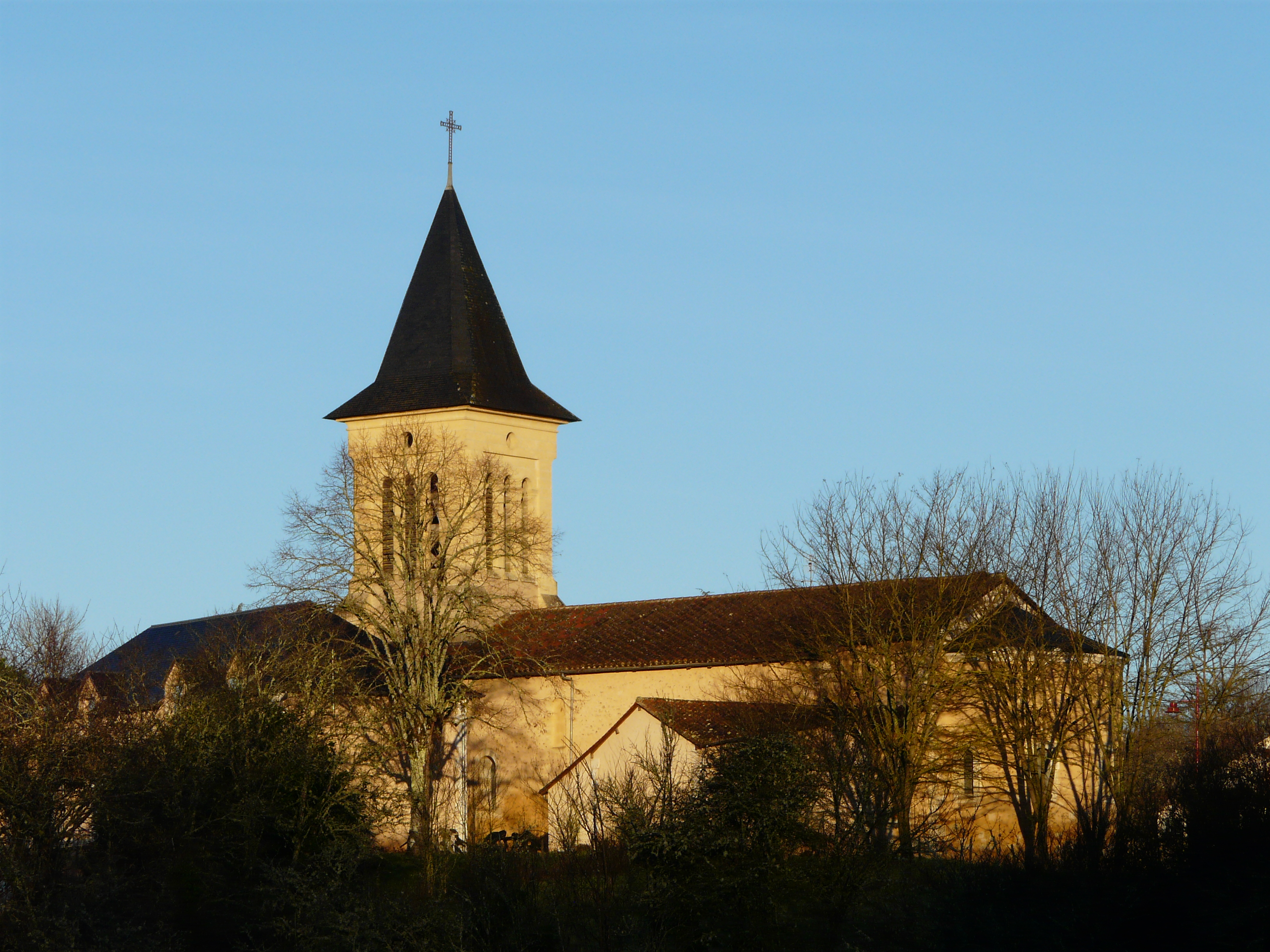
L'église Saint-Agnan.

- Église Saint-Agnan du XIXe siècle

### Personnalités liées à la commune
- Famille de La Cropte

### Héraldique
| Blason de Lacropte | Blason  | Coupé : au 1er d'azur à une mitre d'argent, au 2d de sinople à un tourteau de sable* mouvant de la pointe. * Il y a là non-respect de la règle de contrariété des couleurs : ces armes sont fautives (sable sur sinople). |
| Blason de Lacropte | Détails | Le statut officiel du blason reste à déterminer. |

## Pour approfondir